# Saint-Aubin-des-Ormeaux
Saint-Aubin-des-Ormeaux é uma comuna francesa na região administrativa da Pays de la Loire, no departamento de Vendéia. Estende-se por uma área de 12,63 km². Em 2010 a comuna tinha 1 348 habitantes (densidade: 106,7 hab./km²).